# HD 225218
HD 225218 är en multipelstjärna belägen i den mellersta delen av stjärnbilden Andromeda. Den har en kombinerad skenbar magnitud av ca 6,13 och är mycket svagt synlig för blotta ögat där ljusföroreningar ej förekommer. Baserat på parallaxmätning inom Hipparcosuppdraget på ca 2,6 mas, beräknas den befinna sig på ett avstånd på ca 1 300 ljusår (ca 390 parsek) från solen. Den rör sig närmare solen med en heliocentrisk radialhastighet på ca -8 km/s.

## Egenskaper
Primärstjärnan HD 225218 A är en blå till vit jättestjärna av spektralklass B9 III, som har en skenbar magnitud på 6,16, och är en tänkbar Lambda Bootis-stjärna. Den har en radie som är ca 10 solradier och har ca 394 gånger solens utstrålning av energi från dess fotosfär vid en genomsnittlig effektiv temperatur av ca 7 600 K.
Följeslagare, HD 225218 B, har magnitud 9,65 och en vinkelseparation på 5,2 bågsekunder vid en positionsvinkel på 171°. Primärstjärnan är genom interferometri i sig själv identifierad som en dubbelstjärna, med de två komponenterna separerade med 0,165 bågsekund. Paret HD 225218 Aa och Ab kretsar kring varandra med en omloppsperiod av ca 70 år och en excentricitet på 0,515. Följeslagaren är också en spektroskopisk dubbelstjärna.